# Сербофобия

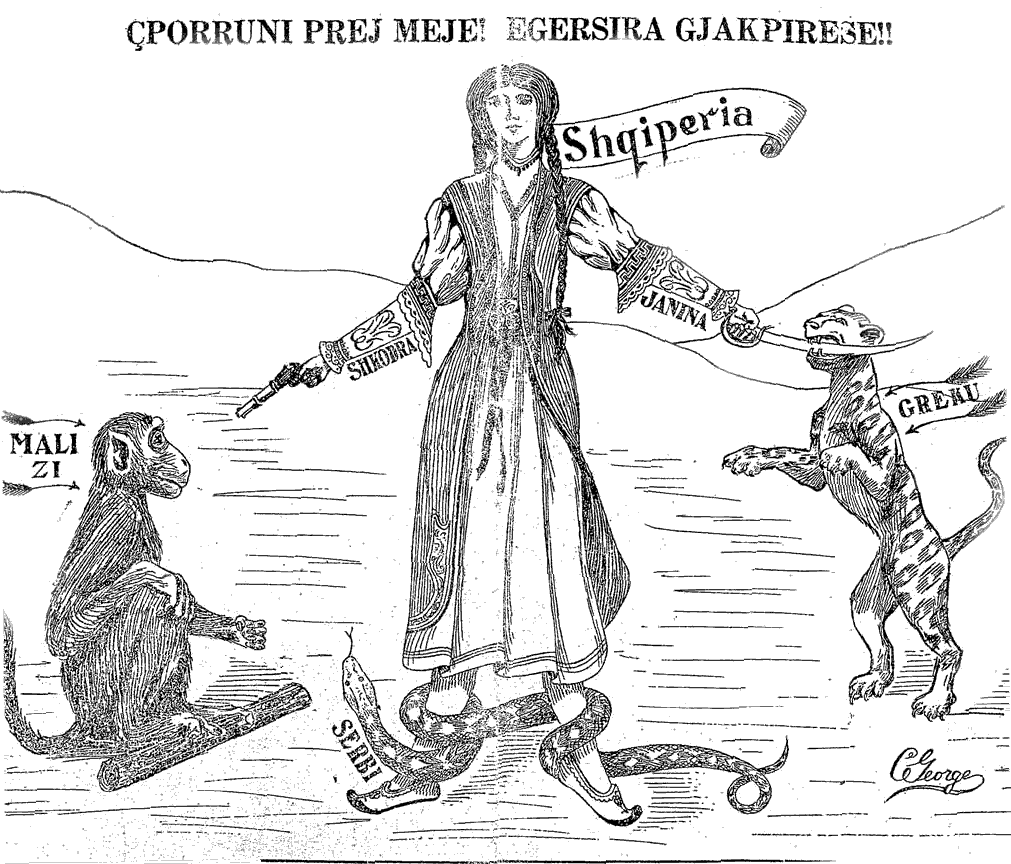
Албанская пропагандистская карикатура, посвящённая оккупации Албании Сербией в 1913 году, изображая Сербию в облике змеи. Заголовок гласит: «Прочь от меня, дикари-кровопийцы!»

Сербофо́бия — общий политический и социальный термин, используемый для описания чувства ненависти или вражды по отношению к сербам, Сербии, сербскому языку или сербскому православию. Исторически явление являлось причиной гонений на этот народ и социальную группу. Термин сербофобия (серб. Србофобија) рассматривается в настоящий момент как обозначение исторической ненависти к сербам, по отношению ко всему народу; выражает чувство неприятия и ненависти ко всему сербскому, к самой сербской государственности. С другой стороны, существует отдельное неприятие Республики Сербской как отдельной автономной сербской территории внутри Боснии и Герцеговины. Ярчайшим выразителем данной идеи была Хорватская правая партия, существовавшая в XIX—XX веках.

## История

### Исламизация в Османской империи
Сербское население в Османской империи со временем было приравнено к райе — рабам. Православные христиане, помимо множества различных притеснений и форм дискриминации, должны были платить в турецкую казну значительные налоги, чего избегали те, кто принимал ислам. Таким образом, турецкие власти поощряли исламизацию сербов. Другим значительным фактором в этом процессе был запрет на ношение оружия христианами, что делало их беззащитными во время произвола чиновников или прямых нападений со стороны турецких солдат или иррегулярных отрядов.

### Балканские войны
Сербский социалист Димитрие Туцович полагал, что причиной столь негативного отношения к Сербии со стороны албанцев являлся сербский колониализм.

### Хорватия начала XX века
На территории современной Хорватии начала XX столетия компактно проживало значительное количество сербов. В основном они проживали в районах бывшей Военной границы. Ряд хорватских политиков, такие как Анте Старчевич и Йосип Франк, считали сербов чуждым элементом и пропагандировали сербофобию. В то время как сербы получали поддержку от бана Куэна-Хедервари, назначенного Будапештом, некоторые хорватские политики искали покровительства в правящих кругах в Вене. После распада Австро-Венгрии практически все её южнославянские земли вошли в состав Королевства Сербов, Хорватов и Словенцев. Однако это государство было централизованным и вскоре перестало отвечать настроениям хорватских масс, которые желали значительной автономии или независимости. Это осложнило сербско-хорватские отношения и вызвало ряд политических кризисов. Эту ситуацию умело использовали хорватские усташи, направляя недовольство широких масс хорватского населения не только против власти в Белграде, но и против сербского народа как такового.

### Сараевское убийство

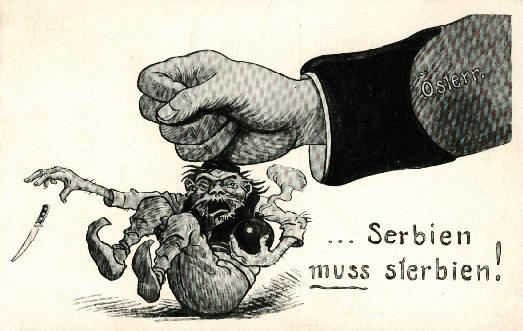
Serbien muss sterbien! («Сербия должна умереть!»), австрийская пропагандистская карикатура, созданная после убийства 28 июня 1914 года эрцгерцога Франца Фердинанда, изображающая сербов как террористов

## Причины
Сербский историк и академик Милорад Экмечич считает некорректным широко распространенное мнение о современном противостоянии сербского народа западным странам вследствие неинформированности и неточного (или искажённого, поверхностного и недостаточного) освещения политики последнего. С его точки зрения, нынешняя сербофобия в западных странах отличается тем, что из неё предстоит родиться будущим глобальным событиям, несравнимым с уже совершившимися. Спады и подъёмы массовой сербофобии на Западе означают приближение более страшных потрясений, чем гражданские войны на Балканах или иностранная военная интервенция XX века.

## Проявления

### Србе на врбе

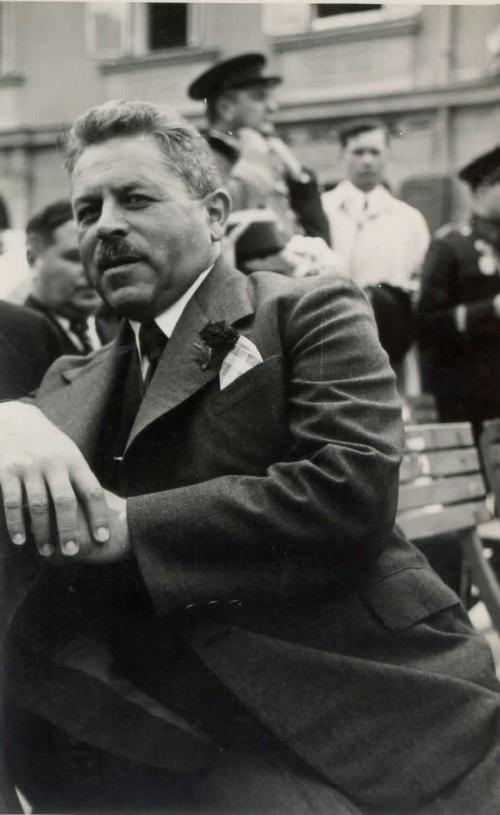
Марко Натлачен в 1939 году

В современной Хорватии лозунг используют хорватские неонацисты,  крайние националисты и люди, которые выступают против возвращения сербских беженцев. Граффити с этой фразой являются обычным явлением: существуют упоминания в прессе о том, что её писали на церквях в 2004 году, 2006 и 2008 годах. В 2010 году баннер с этим лозунгом появился в разгар туристического сезона на въезде в Сплит, крупный центр туризма в Хорватии, во время теннисного матча Кубка Дэвиса между двумя странами. Он был снят полицией через несколько часов. Позже полиция задержала автора транспаранта и предъявила ему обвинение.

### Истребление сербского населения

#### Вторая Мировая война
После оккупации Королевства Югославии Германией и её союзниками было создано Независимое государство Хорватия, с усташами во главе. Они придерживались великохорватской идеи и крайней сербофобии, что вылилось в геноцид сербов, евреев и цыган. Усташами была создана и сеть концлагерей. Точное количество жертв геноцида неизвестно, по хорватской версии — от 197 000 человек, по версии Яд ва-Шем — до 500 000 человек, по сербской версии — до 800 000 человек. Значительная часть жертв погибла в концлагерях, которые во множестве были созданы усташами. Около 240 000 сербов были насильно обращены в католичество, ещё 400 000 были вынуждены бежать в Сербию. Эти действия изменили этническую карту территорий современных Хорватии, Боснии и Герцеговины и Сербии и крайне отрицательно сказались на отношениях между сербами и хорватами. На оккупированных районах Югославии развернулось широкое освободительное движение. Зародившееся в Далмации, оно получило отклик на территории всей Югославии. Борьбу с хорватскими военными формированиями и частями Вермахта вели партизаны-коммунисты под руководством Йосипа Броз Тито.
Помимо НГХ, террор оккупантов распространялся и на другие югославские земли. Немецкой оккупационной администрацией было создано несколько концлагерей на территории Центральной Сербии, периодически проводились карательные рейды и массовые расстрелы, наиболее известным из которых стал расстрел 7 000 человек в Крагуеваце и его окрестностях. Аналогичные действия велись венгерской армией в Воеводине и албанцами в Косове и Метохии.

#### Югославская война
От широкомасштабных этнических чисток, сопровождавших гражданские войны в Югославии в период с 1991 по 1999 годы, особенно пострадало сербское население Сербской Краины (1991—1995) (самопровозглашенного государства сербов на территории современной Хорватии), сербское население Республики Сербской (1992—1995) и сербской провинции Косово с преобладанием албанского населения (1998 — по настоящее время). В результате этнических чисток сотни тысяч сербов были изгнаны из родных мест. При этом отмечались факты массовых расправ, убийств и изнасилований в отношении мирного населения.

## Сербофобия за пределами Сербии

#### Судебные процессы над участниками этнических чисток

##### Судебный процесс над участниками Гниланской группы АОК
После ареста преступной группы в декабре 2008 года последовали протесты со стороны албанцев в Прешево, которые утверждали, что арестованные не совершали преступлений, в которых их обвинили.
21 января 2011 года белградский суд приговорил девять бывших боевиков «Освободительной армии Косово» (ОАК) в общей сложности к 101 году тюрьмы за убийства и другие преступления против сербов и других неалбанцев, совершенные в косовском городе Гнилане в 1999 году.

## Критика
Критики этого явления связывают употребление термина Сербофобия с политикой сербского национализма в конце 1980-х и 1990-х годов, как это описывает Кристофер Беннетт. По его словам, сербские националисты провели параллель между «подвигами» сербского народа в истории (от битвы на Косовом поле в 1389 году до геноцида во время Второй мировой войны), чтобы оправдать проводимую ими политику в 1980-е и 1990-е годы.
Шотландская исследовательница Сара Макартур в своей монографии критикует позицию сербов в отношении освещения югославских войн в зарубежных СМИ:

Многие сербы обвиняли западные СМИ в заговоре против их страны. В 2002 г. эта тема была поднята в совместном британско-сербском документальном фильме «Югославия. Войны можно было избежать»
Автор монографии подвергла критике режиссёра фильма Джордже Богдановича за то, что он «делает весьма тревожащие умы заявление, что большая часть наиболее отвратительных событий на Балканах была специально инсценирована для СМИ. Он утверждает, что случаи резни и различные зверства, а также выставление напоказ мертвых тел для их показа по ТВ являются результатом сознательного плана мусульман настроить мир против сербов».
С точки зрения Макартур, данное высказывание становится примером т. н. «предвзятой журналистики», а все вышеприведённые[какие?] высказывания западных журналистов относительно того, что объективность для журналиста на войне невозможна или недопустима, так и остаются без оценки.

## В массовой культуре

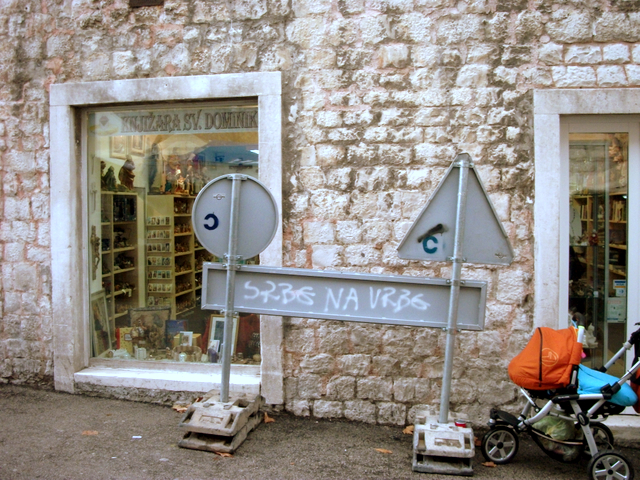
«Серба — на вербу!» перед книжным магазином Римско-католической архиепископии в Сплите.

- Стихотворение «Серба — на вербу!» (словен. Srbe na vrbe!) словенского националиста Марка Натлачена.
- Популярный хорватский певец Марко Перкович-Томпсон известен исполнением песен, прославляющих преступления хорватских усташей против сербов[17].
- По некоторым утверждениям, сербофобия присутствует во многих голливудских фильмах, таких как «В тылу врага» и «Цветы Гаррисона[англ.]», где сербы преувеличенно изображались как насильники и террористы[18]. Фильм «В краю крови и меда» подвергся критике со стороны сербских СМИ[19], а ассоциация бывших сербских заключенных боснийских концлагерей потребовала запретить представляющий насильниками одних сербов фильм как лживый и необъективный[20].